# Argandova svjetiljka
Svjetiljka Argand vrsta je uljne svjetiljke koju je je 1780. izumio Aimé Argand. Izlaz je 6 do 10 kandela, sjajnijih od ranijih svjetiljki. Potpunije sagorijevanje fitilja svijeće i ulja nego kod ostalih svjetiljki zahtijevalo je mnogo rjeđe obrezivanje fitilja.
U Francuskoj se svjetiljka naziva "Quinquet", prema Antoine-Arnoult Quinquetu, ljekarniku iz Pariza, koji je iskoristio ideju Arganda i popularizirao je u Francuskoj. Quinquetu se ponekad daju zasluge za dodavanje staklenog dimnjaka na svjetiljku.

## Dizajn
Argandova svjetiljka imala je montiran fitilj u obliku rukava, tako da zrak može prolaziti kroz središte fitilja, ali i oko vanjske strane fitilja, prije nego što dođe u cilindrični dimnjak koji uravnotežuje plamen i poboljšava protok zraka. Rani modeli koristili su mljeveno staklo koje je ponekad bilo zatamnjeno oko fitilja.
Argandova svjetiljka koristila je kitovo ulje, tuljanovo ulje, ulje uljane repice, maslinovo ulje ili drugo biljno ulje kao gorivo koje se gravitacijskim napajanjem dopremalo iz rezervoara postavljenog iznad plamenika.
Nedostatak izvornog Argandovog aranžmana bio je taj što je spremnik ulja trebao biti iznad razine plamenika jer se teško, ljepljivo biljno ulje neće dizati daleko prema fitilju. Zbog toga su svjetiljke postale teške i bacale sjenu u jednom smjeru od plamena svjetiljke. Carcelova svjetiljka iz 1800. godine, koja je koristila satnu pumpu kako bi se rezervoar smjestio ispod plamenika, i Franchotova proljetna moderatorska svjetiljka iz 1836. izbjegle su ove probleme.
Isti se princip koristio i za kuhanje i kipuće vode zbog toga što "daje najjaču toplinu bez dima".

## Povijest
Argandova svjetiljka predstavljena je Thomasu Jeffersonu u Parizu 1784. godine i prema njemu je odavala "svjetlost jednaku šest ili osam svijeća".
Ove nove svjetiljke, mnogo složenije i skuplje od prethodnih primitivnih uljnih svjetiljki, prvo su prihvatili dobrostojeći, ali su se ubrzo proširili na srednju klasu, a na kraju i na one slabije. Argand svjetiljke proizvedene su u raznim ukrasnim oblicima i brzo su postale popularne u Americi. Mnogo su se koristili kao kazališna svjetla.
Bila je odabrana svjetiljka otprilike do 1850. kada su predstavljene petrolejske svjetiljke. Petrolej je bio jeftiniji od biljnog ulja, stvarao je bjelji plamen, a kao tekućina niske viskoznosti mogao je lako putovati fitiljem eliminirajući potrebu za složenim mehanizmima za dovod goriva u plamenik.

## Poveznice
- Bude-Light : vrlo svijetla svjetiljka na biljnom ulju koja djeluje uvođenjem kisika u središte Argandovog plamenika.
- Lewisova svjetiljka

## Vanjske poveznice
- Tehničko objašnjenje rada Argandove svjetiljke